# Cover Up (álbum de UB40)
Cover Up é o décimo quarto álbum de estúdio da banda UB40, lançado a 22 de outubro de 2001.

## Faixas
1. "Rudie"
2. "Sparkle of My Eyes"
3. "Really"
4. "The Day I Broke the Law"
5. "Let Me Know"
6. "Cover Up"
7. "Walk on Me Land"
8. "Something More Than This"
9. "Everytime"
10. "I'm on the Up"
11. "Look at Me"
12. "Since I Met You Lady"
13. "Walked in the Rain"
14. "Write off the Debt"